# Ga sân bay quốc tế Gimpo
Ga sân bay Quốc tế Gimpo (Tiếng Hàn: 김포공항역, Tiếng Anh: Gimpo International Airport station, Hanja: 金浦空港驛) là ga trung chuyển cho Tàu điện ngầm vùng thủ đô Seoul tuyến 5, Tàu điện ngầm Seoul tuyến 9, Đường sắt Sân bay Quốc tế Incheon, Đường sắt đô thị Gimpo và Tuyến Seohae nằm ở Banghwa-dong và Gonghang-dong, Gangseo-gu, Seoul, Hàn Quốc. Tàu điện ngầm Seoul tuyến 9 là một đoạn ngầm từ ga này đến ga Bệnh viện Cựu chiến binh Trung ương và là ga mà tuyến tốc hành số 9 dừng lại. Đường sắt Sân bay Quốc tế Incheon là một đoạn ngầm từ ga này đến Ga Magongnaru. Đường sắt đô thị Gimpo là một đoạn ngầm từ ga này đến Ga Gurae. Tại Đường sắt đô thị Gimpo, có 3 chuyến tàu dừng lại vào đêm muộn. Tuyến Seohae là một đoạn ngầm từ ga này đến Ga Sinhyeon. 
Nó nằm giữa các nhà ga nội địa và quốc tế của Sân bay Quốc tế Gimpo.

## Lịch sử
- 20 tháng 3 năm 1996: Bắt đầu hoạt động với việc khai trương đoạn Tàu điện ngầm Seoul tuyến 5 (Banghwa ~ Kkachisan)
- 23 tháng 3 năm 2007: Trở thành ga trung chuyển với việc khai trương đoạn Đường sắt Sân bay Quốc tế Incheon (Sân bay Gimpo ~ Sân bay Quốc tế Incheon)
- 24 tháng 7 năm 2009: Với việc mở đoạn Tàu điện ngầm Seoul tuyến 9 (Gaehwa ~ Sinnonhyeon), nó đã trở thành trạm trung chuyển cho ba tuyến.
- 29 tháng 12 năm 2010: Giai đoạn 2 Đường sắt Sân bay Quốc tế Incheon (Sân bay Gimpo ~ Seoul) khai trương và trở thành ga trung chuyển, đồng thời cho các chuyến tàu trực tiếp chạy qua không dừng.
- 26 tháng 3 năm 2014: Khởi công xây dựng Đường sắt đô thị Gimpo
- 22 tháng 12 năm 2015: Khởi công xây dựng Tuyến Seohae (Tuyến Daegok-Sosa) trong vùng thủ đô.[3]
- 28 tháng 9 năm 2019: Với việc khai trương đoạn Đường sắt đô thị Gimpo (Sân bay Gimpo ~ Yangchon), nó đã trở thành ga trung chuyển cho 4 tuyến.
- 1 tháng 7 năm 2023: Trở thành ga trung chuyển cho 5 tuyến với việc khai trương Tuyến Seohae.[4]

## Bố trí ga

### Tuyến số 5(B3F)
| Gaehwasan ↑ |
| \| W/B      |
| ↓ Songjeong |

| Hướng Tây  | ● Tuyến 5 | ← Hướng đi Gaehwasan · Banghwa                             |
| Hướng Đông | ● Tuyến 5 | → Hướng đi Hwagok · Yeouido · Hanam Geomdansan · Macheon → |

### Tuyến số 9vàĐường sắt sân bay Quốc tế Incheon

#### Tầng hầm 3
| ↓ Gyeyang      | Địa phương: Gaehwa Tốc hành: Bắt đầu·Kết thúc | ↓ |
| \| E/B \| – \| |                                               |   |
| ↓ Magongnaru   | Địa phương: Chợ sân bay Tốc hành: Magongnaru  | ↓ |

| Hướng Đông | ● Đường sắt sân bay    | ← Hướng đi Đại học Hongik · Gongdeok · Seoul               |
| Hướng Đông | ● Tuyến 9              | → Hướng đi Yeouido · Bệnh viện cựu chiến binh Trung ương → |
| –          | → Sân ga không sử dụng | → Sân ga không sử dụng                                     |

Vì tuyến Đường sắt Sân bay đi đến Ga Seoul và Tuyến 9 đi đến Gangnam-gu, nên tầng hầm thứ 3 là hướng về Seoul.
Khi Đường sắt Sân bay Quốc tế Incheon mở cửa vào năm 2007, sân ga này được sử dụng cho các chuyến tàu thường xuyên đến Sân bay Quốc tế Incheon, nhưng từ ngày 6 tháng 11 năm 2010, ngay trước khi mở Ga Seoul ~ Ga Sân bay Gimpo, các chuyến tàu đến Ga Seoul đã bắt đầu hoạt động sử dụng nền tảng này. Ban đầu, có kế hoạch dừng tàu tốc hành theo hướng Bệnh viện Cựu chiến binh Trung ương tại sân ga dành riêng cho Tuyến 9, và thậm chí cửa chắn sân ga đã được lắp đặt trên tất cả các sân ga, nhưng do tàu tốc hành được vận hành như là điểm dừng đầu tiên và cuối cùng tại Ga Sân bay Gimpo, nó chỉ dừng lại ở nền tảng tích hợp hiện tại. Đây là tầng nơi bạn có thể chuyển sang Tuyến 5. Bạn có thể chuyển đến Ga văn phòng Yeongdeungpo-gu, Ga Jongno 3(sam)-ga, Ga Wangsimni, Ga Hanam Geomdansan và Ga Macheon. 
Khi đến Ga Gaehwasan, Ga Banghwa có một lối đi trung chuyển ở tầng hầm thứ hai.
Vào tháng 4 năm 2018, bảng hiển thị LED hướng dẫn tàu đến của đường sắt sân bay đã được thay thế bằng màn hình LCD.

#### Tầng hầm 4
| ↑ Gyeyang    | Địa phương: Gaehwa Tốc hành: Bắt đầu·Kết thúc | ↑ |
| \| W/B \|    |                                               |   |
| ↑ Magongnaru | Địa phương: Chợ sân bay Tốc hành: Magongnaru  | ↑ |

| Hướng Tây | ● Đường sắt sân bay | → Hướng đi Geomam · Nhà ga 2 sân bay Quốc tế Incheon → |
| Hướng Tây | ● Tuyến 9           | ← Hướng đi Gaehwa → Kết thúc tại ga này (Tốc hành)     |

Khi Đường sắt Sân bay Quốc tế Incheon mở cửa vào năm 2007, chỉ có các chuyến tàu trực tiếp đến Sân bay Quốc tế Incheon sử dụng sân ga này, nhưng từ ngày 6 tháng 11 năm 2010, ngay trước khi mở đoạn Ga Seoul ~ Ga Sân bay Gimpo, tất cả các chuyến tàu đi đến Nhà ga 2 sân bay Quốc tế Incheon đã sử dụng nền tảng này. 
Các chuyến tàu tốc hành trên Tuyến 9 đã hoàn thành hoạt động sẽ được chuyển đến Depot Gimpo thông qua đây.

### Tuyến Gimpo Goldline(B4F)
| Gochon ↑         |
| \| W/B           |
| Bắt đầu·Kết thúc |

| Hướng Tây  | ● Tuyến Gimpo Goldline | ← Hướng đi Sau · Unyang · Masan · Yangchon |
| Hướng Đông | ● Tuyến Gimpo Goldline | → Kết thúc tại ga này                      |

### Tuyến Seohae(B5F)
※ Vì là ga ngầm có độ sâu 83m nên có thể xảy ra tai nạn về an toàn nếu bạn đi bộ hoặc chạy khi sử dụng thang cuốn. Nếu bạn đang mang theo một chiếc vali, hãy sử dụng thang máy.
| ↑ Neunggok |
| \| S/B     |
| Wonjong ↓  |

| Hướng Bắc | ● Tuyến Seohae | ← Hướng đi Daegok · Ilsan                        |
| Hướng Nam | ● Tuyến Seohae | → Hướng đi Sân vận động Bucheon · Sosa · Wonsi → |

## Xung quanh nhà ga
| Lối ra \| 나가는 곳 \| Exit \| 出口 | Lối ra \| 나가는 곳 \| Exit \| 出口                                                    |
| ----------------------------------- | -------------------------------------------------------------------------------------- |
| 1                                   | Tổng công ty Sân bay Hàn Quốc Bệnh viện Wooridul                                       |
| Kết nối ga quốc nội                 | Nhà ga nội địa Bảo tàng hàng không quốc gia Bãi đậu xe ga nội địa Trạm xe buýt sân bay |
| 2                                   | Bãi đậu xe ga quốc tế                                                                  |
| Kết nối ga quốc tế                  | Nhà ga quốc tế                                                                         |
| 3                                   | Lotte Mall sân bay Quốc tế Gimpo                                                       |
| 4                                   | Bãi đậu xe ga nội địa                                                                  |

## Thay đổi hành khách
| Năm | Số lượng hành khách (người) | Số lượng hành khách (người) | Số lượng hành khách (người) | Số lượng hành khách (người) | Số lượng hành khách (người) | Tổng cộng | Số hành khách chuyển tuyến | Ghi chú |
| Năm |                             |                             |                             |                             |                             | Tổng cộng | ↔                          | Ghi chú |
| --- | --------------------------- | --------------------------- | --------------------------- | --------------------------- | --------------------------- | --------- | -------------------------- | ------- |
| 2000 | 29,534                      |                             |                             |                             |                             |           |                            |         |
| 2001 | 22,526                      |                             |                             |                             |                             |           |                            |         |
| 2002 | 17,567                      |                             |                             |                             |                             |           |                            |         |
| 2003 | 20,304                      |                             |                             |                             |                             |           |                            |         |
| 2004 | 19,629                      |                             |                             |                             |                             |           |                            |         |
| 2005 | 18,552                      |                             |                             |                             |                             |           |                            |         |
| 2006 | 18,097                      |                             |                             |                             |                             |           |                            |         |
| 2007 | 22,068                      | 14,931                      | 36,999                      | [ 5 ]                       |                             |           |                            |         |
| 2008 | 24,518                      | 19,078                      | 43,596                      |                             |                             |           |                            |         |
| 2009 | 23,231                      | 7,548                       | 15,204                      | 45,983                      | 10,784                      | [ 6 ]     |                            |         |
| 2010 | 23,094                      | 8,595                       | 8,480                       | 40,169                      | 13,112                      |           |                            |         |
| 2011 | 14,534                      | 10,471                      | 9,910                       | 34,915                      | 18,490                      |           |                            |         |
| 2012 | 17,236                      | 17,084                      | 12,681                      | 47,001                      | 22,039                      |           |                            |         |
| 2013 | 16,423                      | 18,314                      | 13,537                      | 48,274                      | 23,818                      |           |                            |         |
| 2014 | 15,918                      | 18,954                      | 13,466                      | 48,338                      | 25,041                      |           |                            |         |
| 2015 | 14,438                      | 19,066                      | 14,703                      | 48,207                      | 26,238                      | [ 7 ]     |                            |         |
| 2016 | 14,346                      | 20,204                      | 16,068                      | 50,618                      | 27,187                      |           |                            |         |
| 2017 | 14,708                      | 21,230                      | 17,031                      | 52,969                      | 28,488                      |           |                            |         |
| 2018 | 15,400                      | 21,704                      | 17,193                      | 54,297                      | 29,300                      |           |                            |         |
| 2019 | 15,955                      | 21,964                      | 18,006                      | 981                         | 56,906                      | 37,662    | [ 8 ]                      |         |
| 2020 | 11,466                      | 15,071                      | 13,255                      | 1,266                       | 41,058                      | 51,163    |                            |         |
| 2021 | 13,161                      | 17,469                      | 16,751                      | 1,692                       | 49,073                      | 57,408    |                            |         |
| 2022 | 14,735                      | 18,466                      | 17,854                      | 1,942                       | 53,015                      | 64,306    |                            |         |
| 2023 | 16,057                      | 17,920                      | 16,631                      | 2,429                       | 6,273                       | 59,310    | 77,793                     | [ 9 ]   |
| Nguồn |                             |                             |                             |                             |                             |           |                            |         |
| : Phòng dữ liệu Tổng công ty Vận tải Seoul : Phòng dữ liệu Tàu điện ngầm Seoul tuyến 9 Lưu trữ ngày 25 tháng 9 năm 2023 tại Wayback Machine : Trung tâm dữ liệu mở Seoul : Hệ thống thông tin tích hợp dữ liệu lớn thẻ giao thông, Thống kê Bộ Đất đai, Cơ sở hạ tầng và Giao thông vận tải |                             |                             |                             |                             |                             |           |                            |         |

## Hình ảnh

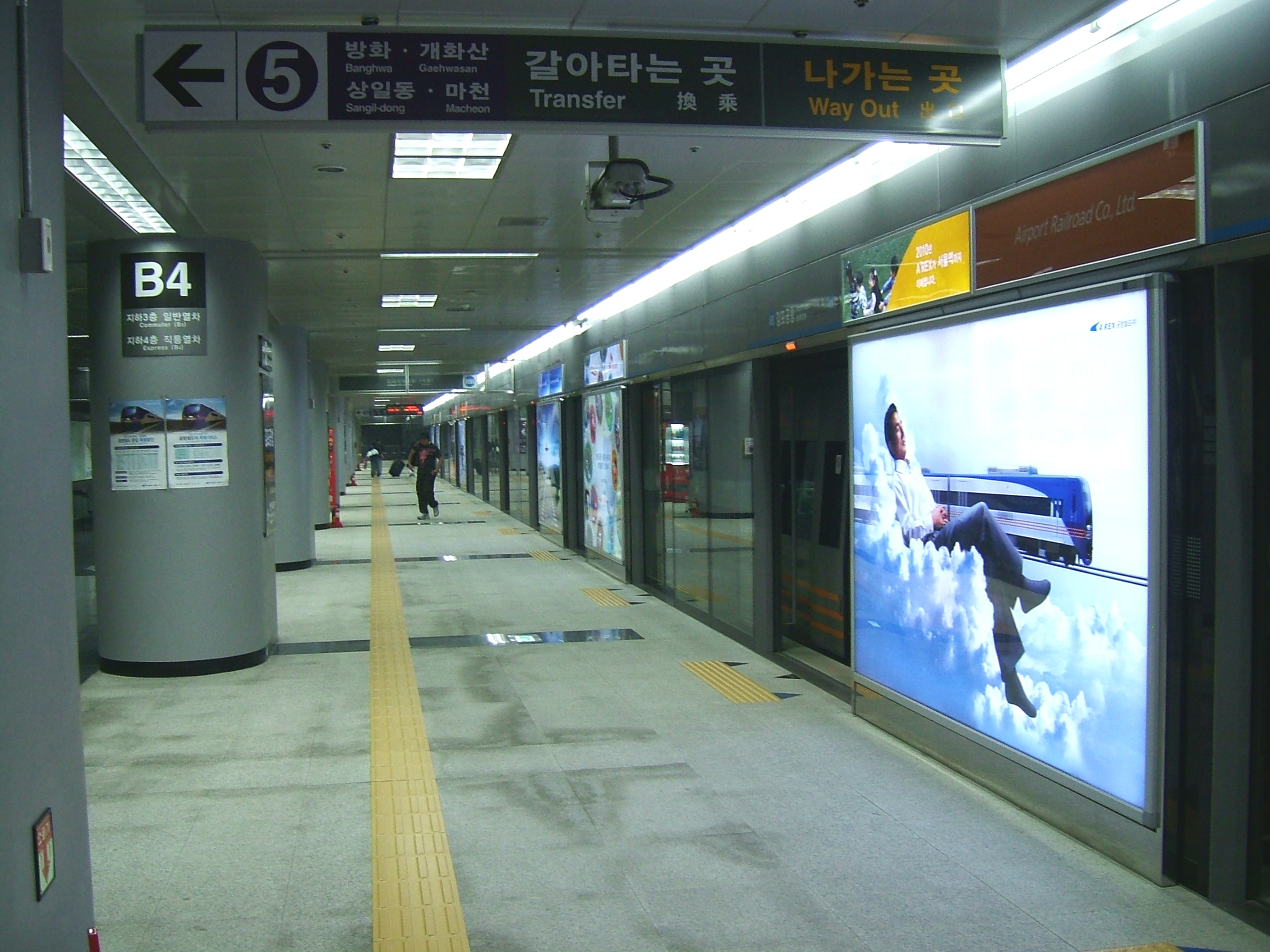
Trước khi khai trương đoạn 2, sân ga được kết nối trực tiếp với Đường sắt Sân bay Quốc tế Incheon (hiện tại là sân ga theo hướng Nhà ga số 2 của Sân bay Quốc tế Incheon)
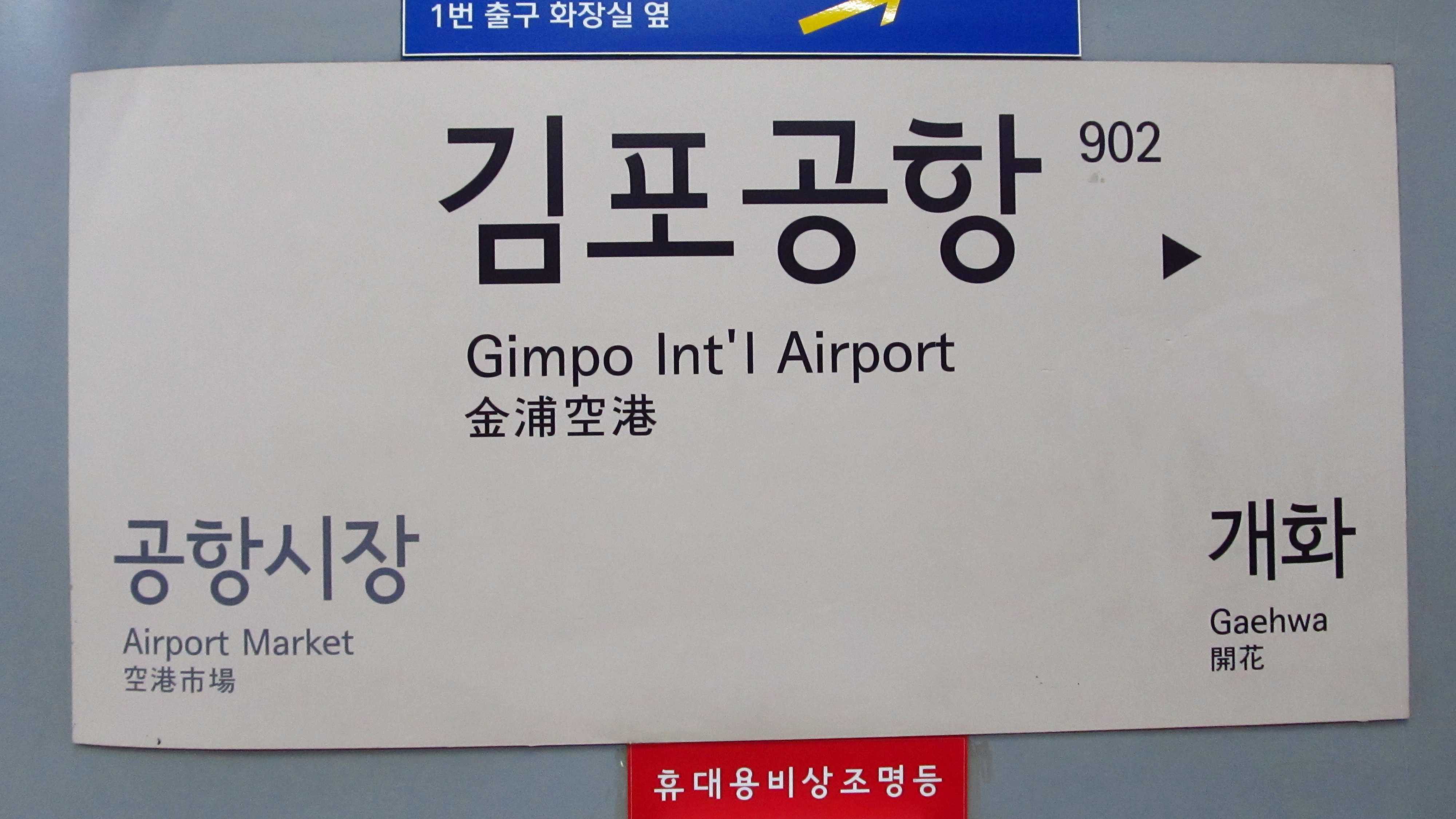
Bảng tên ga Tuyến 9
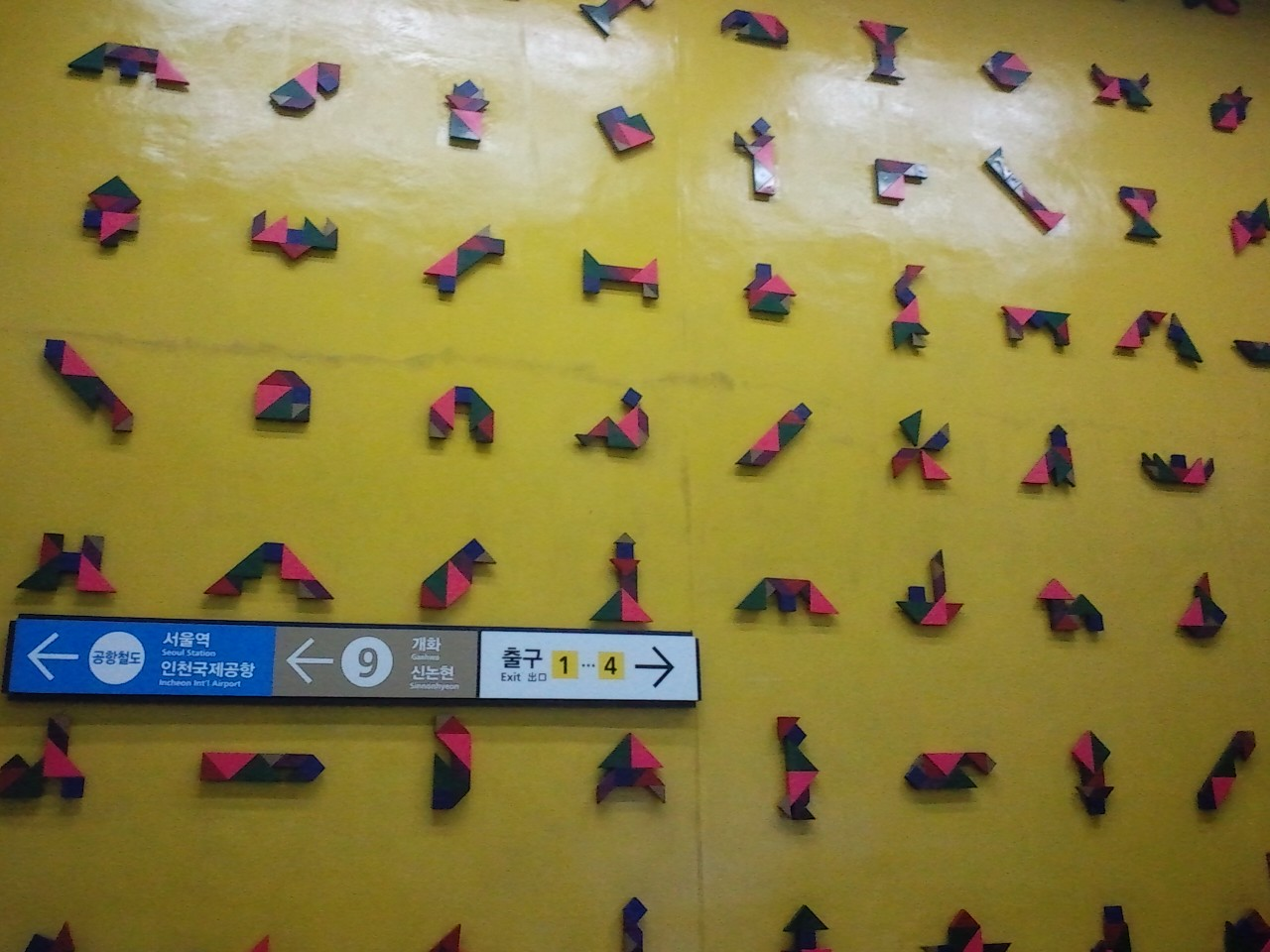
Bảng tên ga Tuyến 5
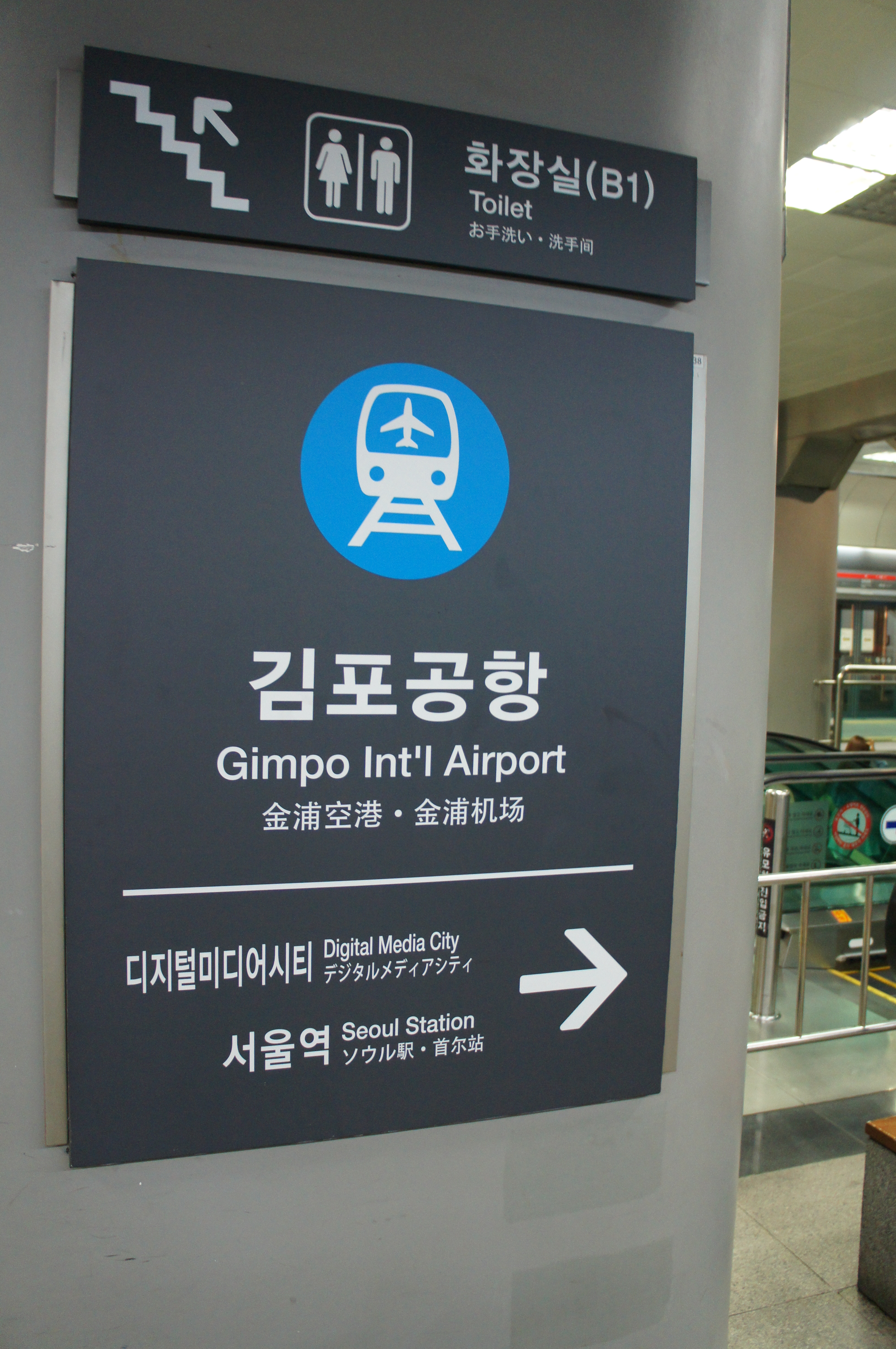
Bảng tên ga Đường sắt Sân bay Quốc tế Incheon
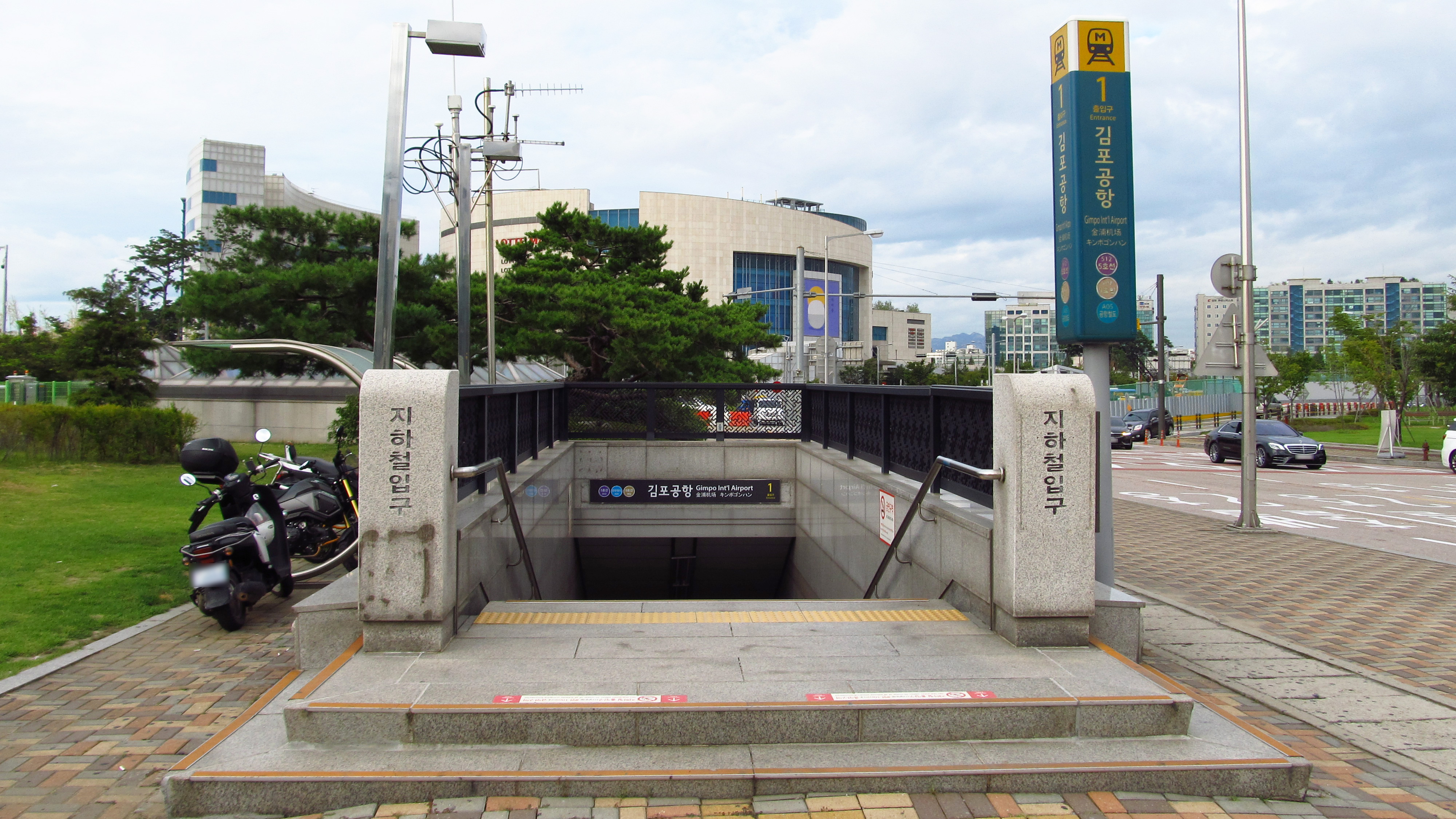
Lối ra số 1
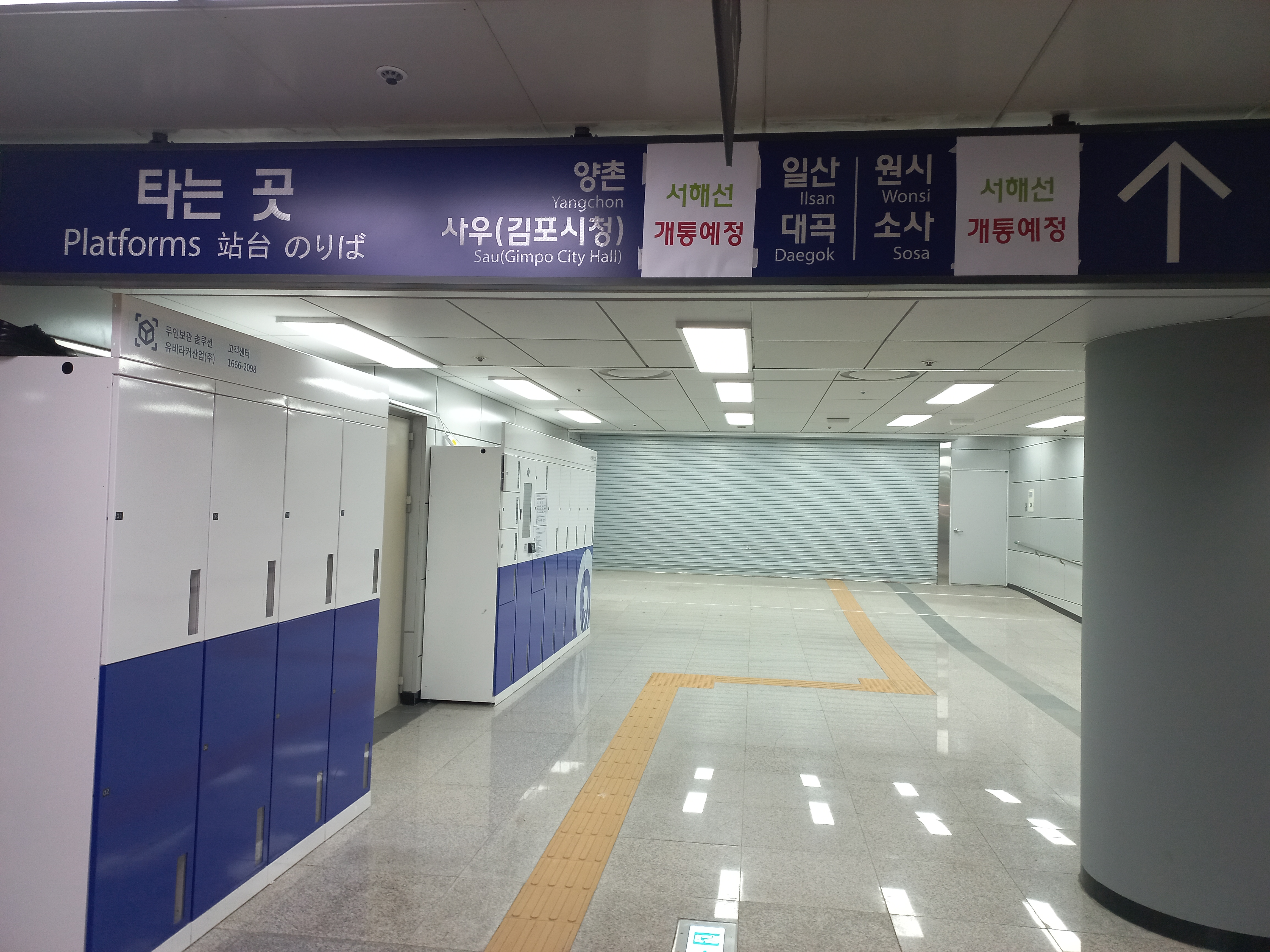
Lối đi Tuyến Seohae
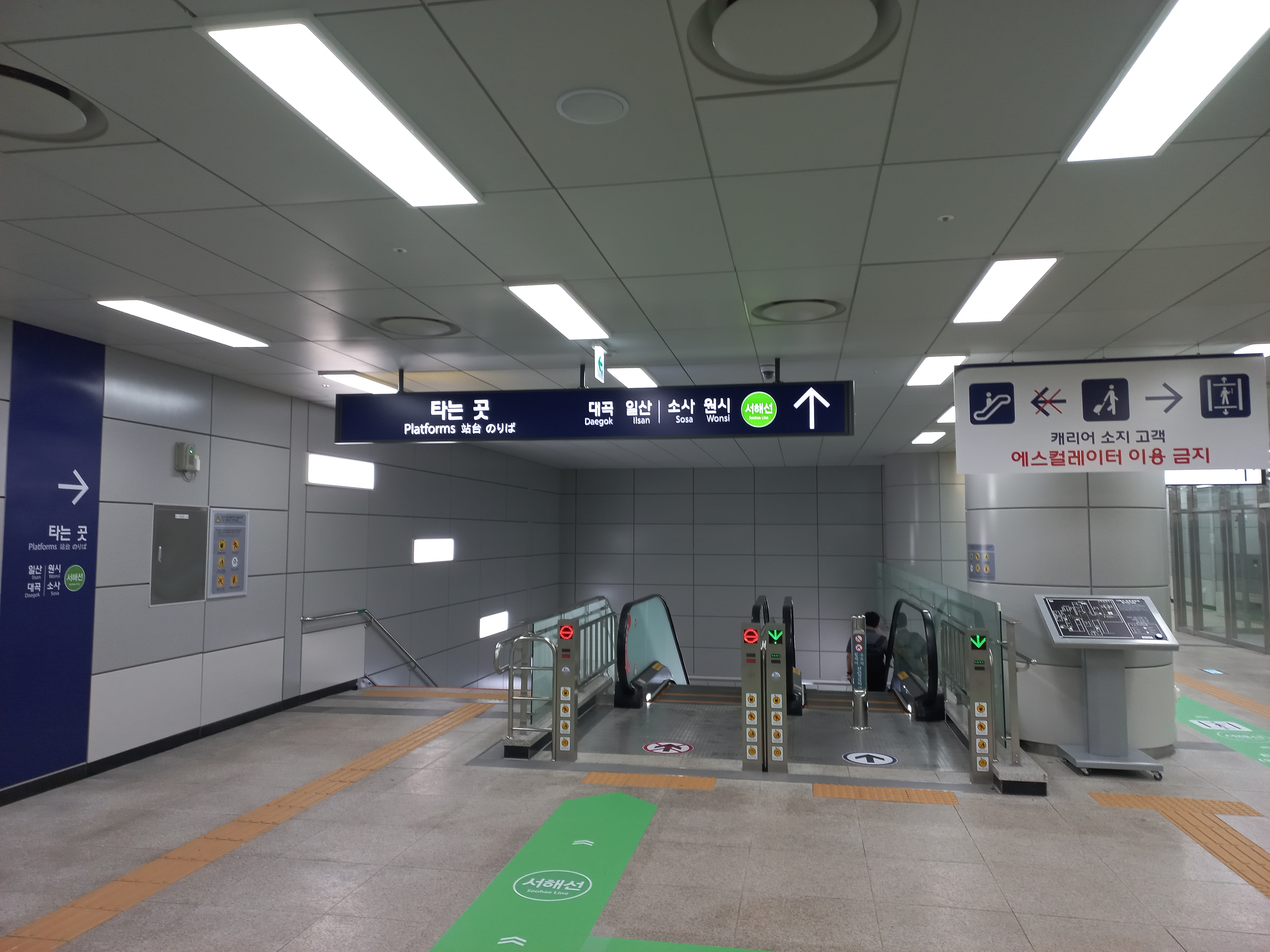
Lối chuyển tàu Tuyến Seohae
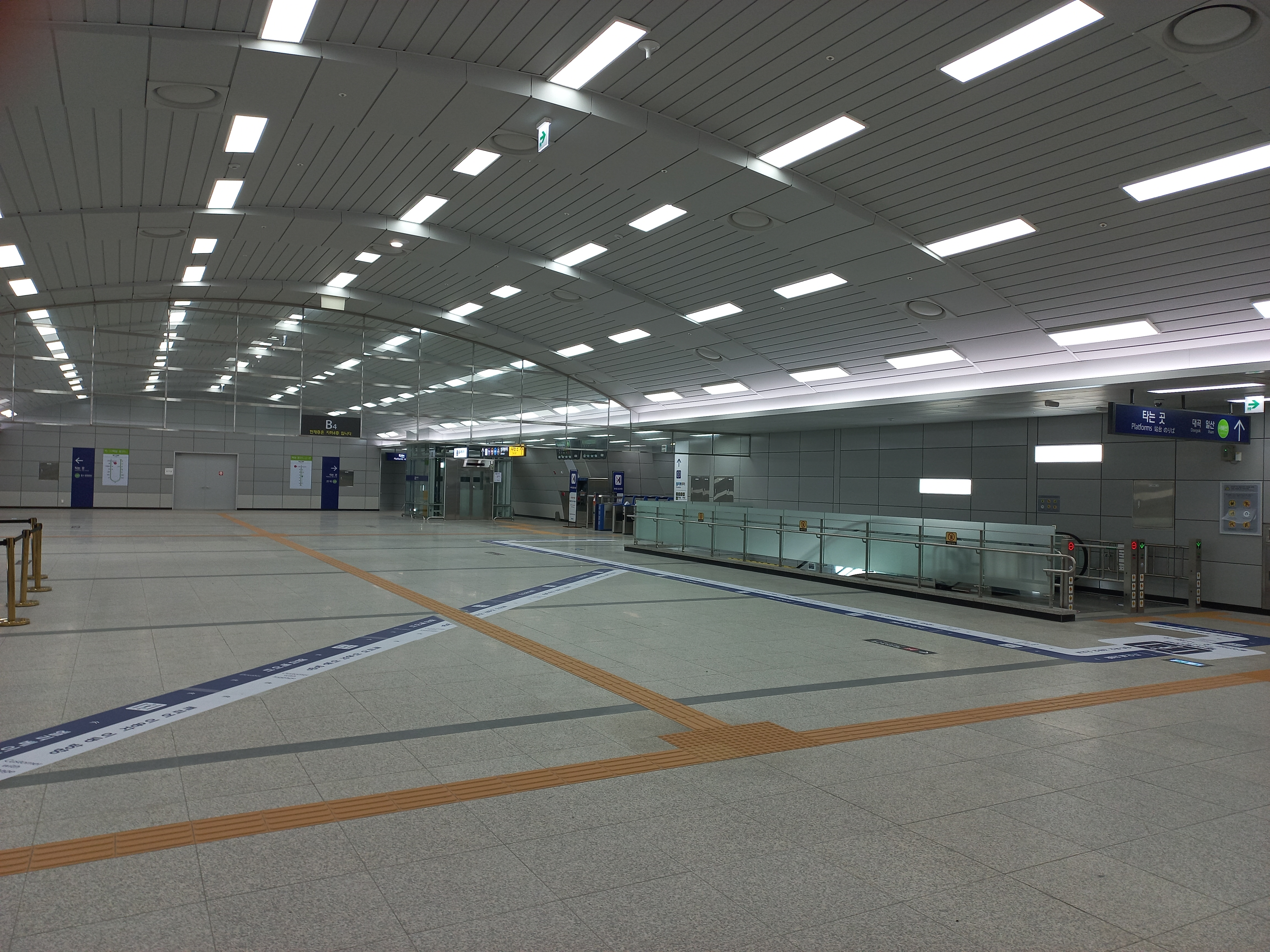
Quảng trường hội nghị Tuyến Seohae (Tầng hầm 4)
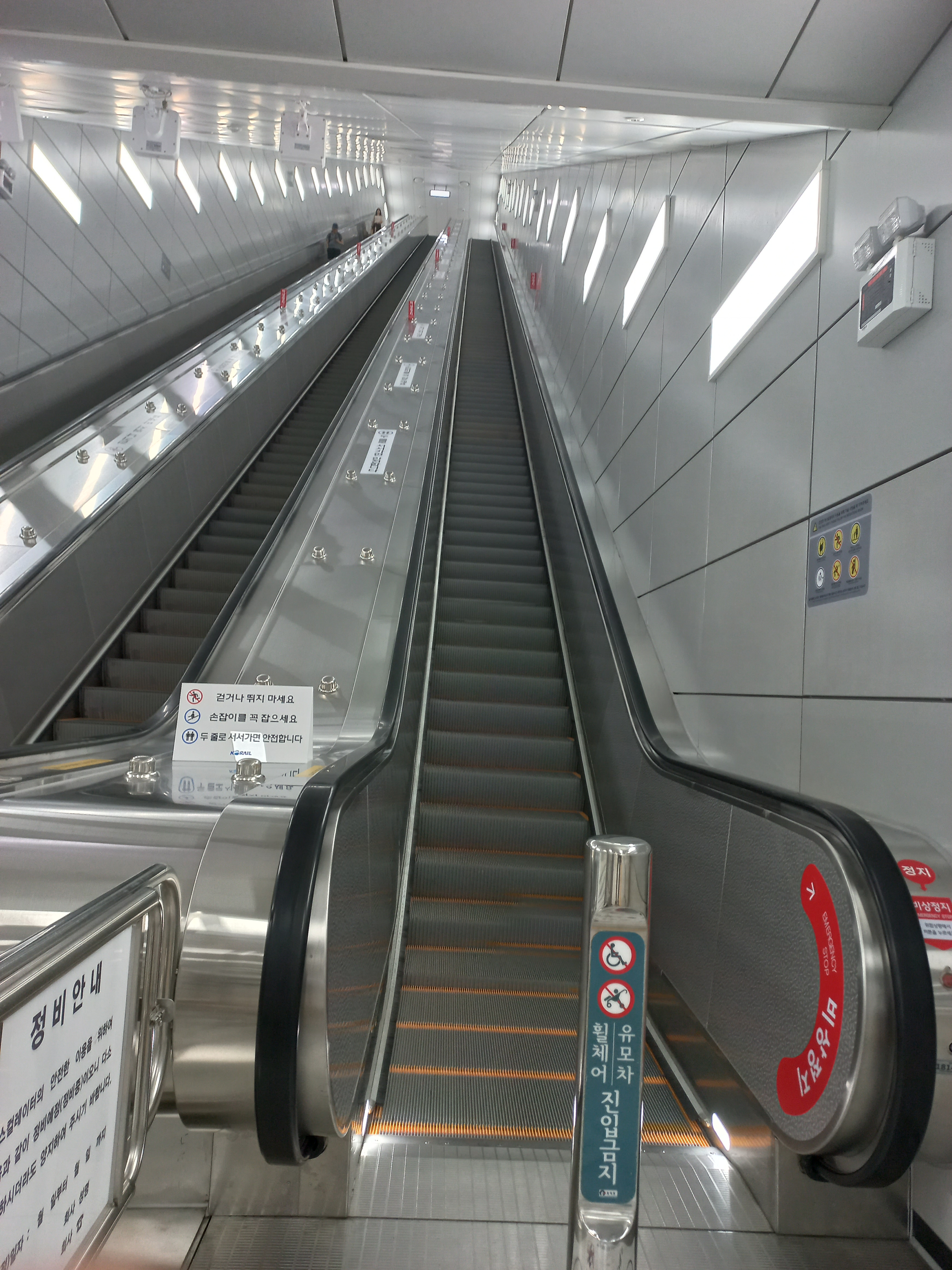
Lối đi chuyển tuyến (83m)

## Tai nạn – Sự cố
- Vào ngày 23 tháng 2 năm 2018, một phương tiện công trình đường ray Tuyến 9 bị trật bánh tại ga này, các đoàn tàu xuất phát và kết thúc tại ga Magongnaru gây hỗn loạn trong giờ cao điểm.
- Vào ngày 13 tháng 1 năm 2022, một đám cháy bùng phát tại sân ga Tuyến 9/Đường sắt Sân bay ở tầng hầm thứ 3, một số chuyến tàu đi qua không dừng lại.
- Vào ngày 1 tháng 7 năm 2023, ngay từ ngày đầu tiên khai trương Tuyến Seohae, thang cuốn đi xuống phòng chờ của Tuyến Seohae đã bị hỏng gây bất tiện cho hành khách. Đặc biệt, sự bất tiện dường như còn nặng nề hơn vì đây là nhà ga sâu nhất Hàn Quốc, với độ sâu 83m.
- Vào ngày 31 tháng 10 năm 2023, một đám cháy bùng phát trên đường ray số 9 ở tầng 3 dưới lòng đất, một số chuyến tàu của Tuyến 9 và Đường sắt Sân bay đi qua mà không dừng lại[11]

### Tai nạn tử vong do mắc vào cửa chắn sân ga
Vào ngày 19 tháng 10 năm 2016, lúc 7:18 sáng, một hành khách tên Kim (36 tuổi) đang xuống tàu chạy theo hướng Banghwa trên Tuyến số 5 đã bị mắc kẹt trong khoảng trống giữa tàu và cửa chắn sân ga. Nhưng người lái tàu không biết rằng Kim đã bị mắc kẹt. Tàu bắt đầu chạy, và do bị sốc, ông Kim đã bị văng xuống sân ga qua cửa thoát hiểm của cửa chắn và ngã xuống. Ông được đưa đến Bệnh viện Myongji ở thành phố Goyang, nhưng đã chết.

## Di chuyển xung quanh ga sân bay Gimpo
Nhà ga quốc tế sân bay Gimpo
- Xe buýt Seoul 601
- Xe buýt Seoul 605
- Xe buýt Seoul 651
- Xe buýt Seoul 6629
- Xe buýt Seoul 6632
- Xe buýt Bucheon 71
- Xe buýt Bucheon 50
- Xe Buýt Bucheon 50-1
- Xe buýt Paju 56
- Xe buýt Paju 150
- Xe buýt Incheon 300
- Xe buýt Incheon 78
- Xe buýt Bucheon 3
- Xe buýt Goyang 85
- Xe buýt Incheon 60-5
- Xe buýt Gimpo 21

Tổng công ty Sân bay Hàn Quốc
- Xe buýt Seoul 601
- Xe buýt Seoul 605
- Xe buýt Seoul 651
- Xe buýt Seoul 6629
- Xe buýt Seoul 6632

Nhà ga Nội địa Sân bay Gimpo
- Xe buýt Seoul 601
- Xe buýt Seoul 605
- Xe buýt Seoul 651
- Xe buýt Seoul 6629
- Xe buýt Seoul 6632
- Xe buýt Bucheon 71
- Xe buýt Bucheon 50
- Xe Buýt Bucheon 50-1
- Xe buýt Paju 56
- Xe buýt Paju 150
- Xe buýt Incheon 300
- Xe buýt Incheon 78
- Xe buýt Bucheon 3
- Xe buýt Goyang 85
- Xe buýt Incheon 60-5
- Xe buýt Gimpo 21
- Xe buýt sân bay 6000
- Xe buýt sân bay 6003
- Xe buýt sân bay 6008
- Xe buýt sân bay 6014
- Xe buýt sân bay 6021
- Xe buýt sân bay 6100
- Xe buýt sân bay 6101
- Xe buýt sân bay 6105
- Xe buýt sân bay 6707A

Trung tâm thương mại Lotte, ga sân bay Gimpo
- Xe buýt Seoul 601
- Xe buýt Seoul 605
- Xe buýt Seoul 651
- Xe buýt Seoul 6629
- Xe buýt Seoul 6632
- Xe buýt Seoul 6642
- Xe buýt Seoul 6645
- Xe buýt Paju 56
- Xe buýt Gimpo 70

Trường trung học Banghwa
- Xe buýt Gimpo 60
- Xe buýt Gimpo 60-3
- Xe buýt Gimpo 88
- Xe buýt Gimpo 388
- Xe buýt Gimpo 2
- Xe buýt Goyang 85-1
- Xe buýt Gimpo 9-1
- Xe buýt Gimpo 1002
- Xe buýt Bucheon 3
- Xe buýt Bucheon 50
- Xe Buýt Bucheon 50-1
- Xe buýt Siheung 12
- Xe buýt Incheon 300
- Xe buýt Seoul 6642
- Xe buýt Seoul 6645
- Xe buýt Gimpo 21
- Xe buýt Paju 150
- Xe buýt Paju 56